# Campeonato Europeo de Balonmano Femenino de 2024
El XVI Campeonato Europeo de Balonmano Femenino se celebró conjuntamente en Hungría, Suiza y Austria entre el 28 de noviembre y el 15 de diciembre de 2024 bajo la organización de la Federación Europea de Balonmano (EHF) y las federaciones de balonmano de los tres países sedes.
Un total de 24 selecciones nacionales compitieron por el título europeo, cuyo anterior portador era el equipo de Noruega, vencedor del Europeo de 2022.
El equipo de Noruega conquistó su décimo título europeo al derrotar en la final a la selección de Dinamarca con un marcador de 23-31. En el partido por el tercer lugar el conjunto de Hungría venció al de Francia.

## Sedes
| Foto | Grupo           | Ciudad               | Instalación       | Capacidad |
| ---- | --------------- | -------------------- | ----------------- | --------- |
|      | A, B y I        | Debrecen ( Hungría)  | Főnix Aréna       | 6500      |
|      | C y D           | Basilea ( Suiza)     | St. Jakobshalle   | 6500      |
|      | E y F           | Innsbruck ( Austria) | Olympiahalle      | 8000      |
|      | II y Fase final | Viena ( Austria)     | Wiener Stadthalle | 9300      |

## Árbitros
El 7 de noviembre de 2024 fueron anunciadas las 18 parejas arbitrales para este campeonato.
| País                 | Árbitros                           |
| -------------------- | ---------------------------------- |
| Austria              | Radojko Brkić Andrei Jusufhodžić   |
| Bosnia y Herzegovina | Vesna Balvan Tatjana Praštalo      |
| Bulgaria             | Gueorgui Doichinov Yulian Goretsov |
| Dinamarca            | Line Hansen Josefine Jensen        |
| Eslovenia            | Ozren Backović Mirko Palačković    |
| España               | Javier Álvarez Ion Bustamante      |
| Francia              | Yann Carmaux Julien Mursch         |
| Hungría              | Kristóf Altmár Márton Horváth      |
| Italia               | Gianna Merisi Andrea Pepe          |

| País         | Árbitros                          |
| ------------ | --------------------------------- |
| Lituania     | Tomas Barysas Povilas Petrušis    |
| Moldavia     | Igor Covalciuc Alexei Covalciuc   |
| Montenegro   | Anđelina Kažanegra Jelena Vujačić |
| Noruega      | William Weijmans Rick Wolbertus   |
| Países Bajos | Eskil Braseth Leif Sundet         |
| Polonia      | Małgorzata Lidacka Urszula Lesiak |
| Rumania      | Cristina Lovin Simona Stancu      |
| Serbia       | Vanja Antić Jelena Jakovljević    |
| Ucrania      | Marina Dupli Olena Pobedrina      |

## Grupos
| Grupo A             | Grupo B         | Grupo C  | Grupo D     | Grupo E    | Grupo F      |
| ------------------- | --------------- | -------- | ----------- | ---------- | ------------ |
| Suecia              | Montenegro      | Francia  | Dinamarca   | Noruega    | Países Bajos |
| Hungría             | Rumania         | España   | Suiza       | Austria    | Alemania     |
| Macedonia del Norte | Serbia          | Polonia  | Croacia     | Eslovenia  | Islandia     |
| Turquía             | República Checa | Portugal | Islas Feroe | Eslovaquia | Ucrania      |

## Primera fase
- Todos los partidos en la hora local de Hungría/Suiza/Austria (UTC+1).

Los tres primeros de cada grupo pasan a la segunda fase.

### Grupo A
| Equipo              | J | G | E | P | GF  | GC  | DG  | PTS |
| ------------------- | - | - | - | - | --- | --- | --- | --- |
| Hungría             | 3 | 3 | 0 | 0 | 91  | 68  | +23 | 6   |
| Suecia              | 3 | 2 | 0 | 1 | 100 | 69  | +31 | 4   |
| Macedonia del Norte | 3 | 0 | 1 | 2 | 62  | 82  | -20 | 1   |
| Turquía             | 3 | 0 | 1 | 2 | 68  | 102 | -34 | 1   |

- Resultados

| Fecha | Hora  | Partido¹            | Partido¹ | Partido¹            | Resultado |
| ----- | ----- | ------------------- | -------- | ------------------- | --------- |
| 28.11 | 18:00 | Hungría             | -        | Turquía             | 30-24     |
| 28.11 | 20:30 | Suecia              | -        | Macedonia del Norte | 28-18     |
| 30.11 | 18:00 | Suecia              | -        | Hungría             | 25-32     |
| 30.11 | 20:30 | Macedonia del Norte | -        | Turquía             | 25-25     |
| 02.12 | 18:00 | Macedonia del Norte | -        | Hungría             | 19-29     |
| 02.12 | 20:30 | Turquía             | -        | Suecia              | 19-47     |

- (¹) – Todos en Debrecen.

### Grupo B
| Equipo          | J | G | E | P | GF | GC | DG  | PTS |
| --------------- | - | - | - | - | -- | -- | --- | --- |
| Montenegro      | 3 | 3 | 0 | 0 | 79 | 64 | +15 | 6   |
| Rumania         | 3 | 2 | 0 | 1 | 81 | 80 | +1  | 4   |
| República Checa | 3 | 1 | 0 | 2 | 76 | 81 | -5  | 2   |
| Serbia          | 3 | 0 | 0 | 3 | 67 | 78 | -11 | 0   |

- Resultados

| Fecha | Hora  | Partido¹        | Partido¹ | Partido¹        | Resultado |
| ----- | ----- | --------------- | -------- | --------------- | --------- |
| 29.11 | 18:00 | Rumania         | -        | República Checa | 29-28     |
| 29.11 | 20:30 | Montenegro      | -        | Serbia          | 24-18     |
| 01.12 | 18:00 | Montenegro      | -        | Rumania         | 27-25     |
| 01.12 | 20:30 | Serbia          | -        | República Checa | 24-27     |
| 03.12 | 18:00 | Serbia          | -        | Rumania         | 25-27     |
| 03.12 | 20:30 | República Checa | -        | Montenegro      | 21-28     |

- (¹) – Todos en Debrecen.

### Grupo C
| Equipo   | J | G | E | P | GF | GC | DG  | PTS |
| -------- | - | - | - | - | -- | -- | --- | --- |
| Francia  | 3 | 3 | 0 | 0 | 87 | 60 | +27 | 6   |
| Polonia  | 3 | 2 | 0 | 1 | 70 | 79 | -9  | 4   |
| España   | 3 | 1 | 0 | 2 | 75 | 74 | +1  | 2   |
| Portugal | 3 | 0 | 0 | 3 | 61 | 80 | -19 | 0   |

- Resultados

| Fecha | Hora  | Partido¹ | Partido¹ | Partido¹ | Resultado |
| ----- | ----- | -------- | -------- | -------- | --------- |
| 28.11 | 18:00 | España   | -        | Portugal | 30-24     |
| 28.11 | 20:30 | Francia  | -        | Polonia  | 35-22     |
| 30.11 | 15:30 | Polonia  | -        | Portugal | 22-21     |
| 30.11 | 18:00 | Francia  | -        | España   | 24-22     |
| 02.12 | 18:00 | Polonia  | -        | España   | 26-23     |
| 02.12 | 20:30 | Portugal | -        | Francia  | 16-28     |

- (¹) – Todos en Basilea.

### Grupo D
| Equipo      | J | G | E | P | GF  | GC | DG  | PTS |
| ----------- | - | - | - | - | --- | -- | --- | --- |
| Dinamarca   | 3 | 3 | 0 | 0 | 102 | 80 | +22 | 6   |
| Suiza       | 3 | 2 | 0 | 1 | 84  | 82 | +2  | 4   |
| Islas Feroe | 3 | 0 | 1 | 2 | 66  | 78 | -12 | 1   |
| Croacia     | 3 | 0 | 1 | 2 | 65  | 77 | -12 | 1   |

- Resultados

| Fecha | Hora  | Partido¹    | Partido¹ | Partido¹    | Resultado |
| ----- | ----- | ----------- | -------- | ----------- | --------- |
| 29.11 | 18:00 | Suiza       | -        | Islas Feroe | 28-25     |
| 29.11 | 20:30 | Dinamarca   | -        | Croacia     | 34-26     |
| 01.12 | 15:30 | Croacia     | -        | Islas Feroe | 17-17     |
| 01.12 | 18:00 | Dinamarca   | -        | Suiza       | 35-30     |
| 03.12 | 18:00 | Islas Feroe | -        | Dinamarca   | 24-33     |
| 03.12 | 20:30 | Croacia     | -        | Suiza       | 22-26     |

- (¹) – Todos en Basilea.

### Grupo E
| Equipo     | J | G | E | P | GF  | GC  | DG  | PTS |
| ---------- | - | - | - | - | --- | --- | --- | --- |
| Noruega    | 3 | 3 | 0 | 0 | 109 | 65  | +44 | 6   |
| Eslovenia  | 3 | 2 | 0 | 1 | 88  | 81  | +7  | 4   |
| Austria    | 3 | 1 | 0 | 2 | 85  | 87  | -2  | 2   |
| Eslovaquia | 3 | 0 | 0 | 3 | 63  | 112 | -49 | 0   |

- Resultados

| Fecha | Hora  | Partido¹   | Partido¹ | Partido¹   | Resultado |
| ----- | ----- | ---------- | -------- | ---------- | --------- |
| 28.11 | 18:00 | Austria    | -        | Eslovaquia | 37-24     |
| 28.11 | 20:30 | Noruega    | -        | Eslovenia  | 33-26     |
| 30.11 | 18:00 | Noruega    | -        | Austria    | 38-24     |
| 30.11 | 20:30 | Eslovenia  | -        | Eslovaquia | 37-24     |
| 02.12 | 18:00 | Eslovenia  | -        | Austria    | 25-24     |
| 02.12 | 20:30 | Eslovaquia | -        | Noruega    | 15-38     |

- (¹) – Todos en Innsbruck.

### Grupo F
| Equipo       | J | G | E | P | GF | GC  | DG  | PTS |
| ------------ | - | - | - | - | -- | --- | --- | --- |
| Países Bajos | 3 | 3 | 0 | 0 | 99 | 70  | +29 | 6   |
| Alemania     | 3 | 2 | 0 | 1 | 82 | 65  | +17 | 4   |
| Islandia     | 3 | 1 | 0 | 2 | 71 | 81  | -10 | 2   |
| Ucrania      | 3 | 0 | 0 | 3 | 64 | 100 | -36 | 0   |

- Resultados

| Fecha | Hora  | Partido¹     | Partido¹ | Partido¹     | Resultado |
| ----- | ----- | ------------ | -------- | ------------ | --------- |
| 29.11 | 18:00 | Países Bajos | -        | Islandia     | 27-25     |
| 29.11 | 20:30 | Alemania     | -        | Ucrania      | 30-17     |
| 01.12 | 18:00 | Países Bajos | -        | Alemania     | 29-22     |
| 01.12 | 20:30 | Islandia     | -        | Ucrania      | 27-24     |
| 03.12 | 18:00 | Ucrania      | -        | Países Bajos | 23-43     |
| 03.12 | 20:30 | Islandia     | -        | Alemania     | 19-30     |

- (¹) – Todos en Innsbruck.

## Segunda fase
- Todos los partidos en la hora local de Hungría/Austria (UTC+1).

Los primeros dos de cada grupo disputan las semifinales.

### Grupo I
| Equipo     | J | G | E | P | GF  | GC  | DG  | PTS |
| ---------- | - | - | - | - | --- | --- | --- | --- |
| Francia    | 5 | 5 | 0 | 0 | 157 | 124 | +33 | 10  |
| Hungría    | 5 | 4 | 0 | 1 | 153 | 125 | +28 | 8   |
| Suecia     | 5 | 2 | 0 | 3 | 133 | 137 | -4  | 4   |
| Montenegro | 5 | 2 | 0 | 3 | 124 | 135 | -11 | 4   |
| Polonia    | 5 | 1 | 0 | 4 | 125 | 153 | -28 | 2   |
| Rumania    | 5 | 1 | 0 | 4 | 128 | 146 | -18 | 2   |

- Resultados

| Fecha | Hora  | Partido¹   | Partido¹ | Partido¹   | Resultado |
| ----- | ----- | ---------- | -------- | ---------- | --------- |
| 05.12 | 15:30 | Suecia     | -        | Polonia    | 33-25     |
| 05.12 | 18:00 | Francia    | -        | Rumania    | 30-25     |
| 05.12 | 20:30 | Hungría    | -        | Montenegro | 26-20     |
| 06.12 | 15:30 | Suecia     | -        | Rumania    | 23-25     |
| 06.12 | 18:00 | Francia    | -        | Montenegro | 31-23     |
| 06.12 | 20:30 | Hungría    | -        | Polonia    | 31-21     |
| 08.12 | 15:30 | Montenegro | -        | Polonia    | 30-28     |
| 08.12 | 18:00 | Hungría    | -        | Rumania    | 37-29     |
| 08.12 | 20:30 | Suecia     | -        | Francia    | 27-31     |
| 10.12 | 15:30 | Rumania    | -        | Polonia    | 24-29     |
| 10.12 | 18:00 | Hungría    | -        | Francia    | 27-30     |
| 10.12 | 20:30 | Suecia     | -        | Montenegro | 25-24     |

- (¹) – Todos en Debrecen.

### Grupo II
| Equipo       | J | G | E | P | GF  | GC  | DG  | PTS |
| ------------ | - | - | - | - | --- | --- | --- | --- |
| Noruega      | 5 | 5 | 0 | 0 | 163 | 122 | +41 | 10  |
| Dinamarca    | 5 | 4 | 0 | 1 | 152 | 131 | +21 | 8   |
| Países Bajos | 5 | 3 | 0 | 2 | 139 | 134 | +5  | 6   |
| Alemania     | 5 | 2 | 0 | 3 | 142 | 134 | +8  | 4   |
| Eslovenia    | 5 | 1 | 0 | 4 | 124 | 152 | -28 | 2   |
| Suiza        | 5 | 0 | 0 | 5 | 135 | 182 | -47 | 0   |

- Resultados

| Fecha | Hora  | Partido¹     | Partido¹ | Partido¹     | Resultado |
| ----- | ----- | ------------ | -------- | ------------ | --------- |
| 05.12 | 15:30 | Suiza        | -        | Alemania     | 27-36     |
| 05.12 | 18:00 | Países Bajos | -        | Eslovenia    | 26-22     |
| 05.12 | 20:30 | Dinamarca    | -        | Noruega      | 24-27     |
| 07.12 | 15:30 | Suiza        | -        | Eslovenia    | 25-34     |
| 07.12 | 18:00 | Dinamarca    | -        | Alemania     | 30-22     |
| 07.12 | 20:30 | Países Bajos | -        | Noruega      | 21-31     |
| 09.12 | 15:30 | Suiza        | -        | Países Bajos | 29-37     |
| 09.12 | 18:00 | Noruega      | -        | Alemania     | 32-27     |
| 09.12 | 20:30 | Dinamarca    | -        | Eslovenia    | 33-26     |
| 11.12 | 15:30 | Eslovenia    | -        | Alemania     | 16-35     |
| 11.12 | 18:00 | Dinamarca    | -        | Países Bajos | 30-26     |
| 11.12 | 20:30 | Suiza        | -        | Noruega      | 24-40     |

- (¹) – Todos en Viena.

## Fase final
- Todos los partidos en la hora local de Austria (UTC+1).

|  | Semifinales     | Semifinales     |    |         | Final           | Final           |  |
|  | 13 de diciembre | 13 de diciembre |    |         | 15 de diciembre | 15 de diciembre |  |
|  |                 |                 |    |         |                 |                 |  |
|  |                 |                 |    |         |                 |                 |  |
|  | Francia         | 22              |    |         |                 |                 |  |
|  | Dinamarca       | 24              |    |         |                 |                 |  |
|  |                 |                 |    |         |                 |                 |  |
|  |                 |                 |    |         |                 |                 |  |
|  |                 |                 |    |         | Dinamarca       | 23              |  |
|  |                 | Noruega         | 31 |         |                 |                 |  |
|  |                 |                 |    |         |                 |                 |  |
|  |                 |                 |    |         |                 |                 |  |
|  |                 |                 |    |         | Tercer lugar    |                 |  |
|  |                 |                 |    |         |                 |                 |  |
|  | Hungría         | 22              |    | Francia | 24              |                 |  |
|  | Noruega         | 30              |    |         | Hungría         | 25              |  |

### Quinto lugar
| Fecha | Hora  | Partido¹ | Partido¹ | Partido¹     | Resultado |
| ----- | ----- | -------- | -------- | ------------ | --------- |
| 13.12 | 15:00 | Suecia   | -        | Países Bajos | 33-32     |

### Semifinales
| Fecha | Hora  | Partido¹ | Partido¹ | Partido¹  | Resultado |
| ----- | ----- | -------- | -------- | --------- | --------- |
| 13.12 | 17:45 | Hungría  | -        | Noruega   | 22-30     |
| 13.12 | 20:30 | Francia  | -        | Dinamarca | 22-24     |

- (¹) – En Viena.

### Tercer lugar
| Fecha | Hora  | Partido¹ | Partido¹ | Partido¹ | Resultado |
| ----- | ----- | -------- | -------- | -------- | --------- |
| 15.12 | 15:15 | Francia  | -        | Hungría  | 24-25     |

### Final
| Fecha | Hora  | Partido¹  | Partido¹ | Partido¹ | Resultado |
| ----- | ----- | --------- | -------- | -------- | --------- |
| 15.12 | 18:00 | Dinamarca | -        | Noruega  | 23-31     |

- (¹) – En Viena.

## Medallero
| Noruega | Dinamarca | Hungría |
| Maren Aardahl Ingvild Bakkerud Kari Brattset Dale Kristine Breistøl Live Deila Thale Deila Camilla Herrem Ane Høgseth Emilie Hovden Katrine Lunde Anniken Obaidli Eli Marie Raasok Henny Reistad Marit Røsberg Jacobsen Stine Skogrand Silje Solberg Sanna Solberg-Isaksen | Andrea Aagot Hansen Emma Friis Helena Hagesø Elma Halilcevic Anne Mette Hansen Helene Hansen Line Haugsted Mie Højlund Rikke Iversen Sarah Iversen Trine Jensen Østergaard Kristina Jørgensen Stine Jørgensen Anna Kristensen Michala Møller Kaja Nielsen Althea Reinhardt (R) Sandra Toft Mette Tranborg | Blanka Böde-Bíró Réka Bordás Luca Csíkos Dorottya Faluvégi Petra Füzi-Tóvizi Viktória Győri-Lukács Kinga Janurik Gréta Éva Juhász Gréta Kácsor (R) Katrin Klujber Csenge Kuczora Gréta Márton Nikoletta Papp Petra Simon Noémi Pásztor Mirtill Petrus Zsófi Szemerey Nadine Szöllősi-Schatzl Nikolett Tóth Petra Vámos |
| Þórir Hergeirsson (seleccionador) | Jesper Jensen (seleccionador) | Vladimir Golovin (seleccionador) |

## Estadísticas

### Clasificación general
| 1. Noruega CM           |
| 2. Dinamarca CM         |
| 3. Hungría CM           |
| 4. Francia              |
| 5. Suecia               |
| 6. Países Bajos         |
| 7. Alemania             |
| 8. Montenegro           |
| 9. Polonia              |
| 10. Eslovenia           |
| 11. Rumania             |
| 12. Suiza               |
| 13. España              |
| 14. Austria             |
| 15. República Checa     |
| 16. Islandia            |
| 17. Islas Feroe         |
| 18. Macedonia del Norte |
| 19. Croacia             |
| 20. Turquía             |
| 21. Serbia              |
| 22. Portugal            |
| 23. Ucrania             |
| 24. Eslovaquia          |

### Máximas goleadoras
| Núm. | Nombre                | Selección    | Goles | Tiros | %    | Partidos jugados |
| ---- | --------------------- | ------------ | ----- | ----- | ---- | ---------------- |
| 1    | Katrin Klujber        | Hungría      | 60    | 103   | 58 % | 9                |
| 2    | Henny Reistad         | Noruega      | 50    | 81    | 62 % | 9                |
| 3    | Tjaša Stanko          | Eslovenia    | 48    | 75    | 64 % | 7                |
| 4    | Đurđina Jauković      | Montenegro   | 47    | 81    | 58 % | 7                |
| 5    | Tabea Schmid          | Suiza        | 44    | 62    | 71 % | 7                |
| 6    | Viktória Győri-Lukács | Hungría      | 42    | 60    | 70 % | 9                |
| 6    | Nathalie Hagman       | Suecia       | 42    | 60    | 70 % | 8                |
| 8    | Anne Mette Hansen     | Dinamarca    | 40    | 62    | 65 % | 9                |
| 8    | Dione Housheer        | Países Bajos | 40    | 67    | 60 % | 8                |
| 10   | Emma Lindqvist        | Suecia       | 37    | 55    | 67 % | 8                |

Fuente: 

### Mejores porteras
| Núm. | Nombre           | Equipo          | Paradas | Tiros | %    | Partidos jugados |
| ---- | ---------------- | --------------- | ------- | ----- | ---- | ---------------- |
| 1    | Annika Petersen  | Islas Feroe     | 28      | 67    | 42 % | 3                |
| 2    | Sabrina Novotná  | República Checa | 42      | 107   | 39 % | 3                |
| 2    | Zsófi Szemerey   | Hungría         | 73      | 189   | 39 % | 8                |
| 4    | Anna Kristensen  | Dinamarca       | 100     | 263   | 38 % | 9                |
| 5    | Hatadou Sako     | Francia         | 36      | 98    | 37 % | 8                |
| 6    | Katharina Filter | Alemania        | 54      | 151   | 36 % | 7                |
| 6    | Laura Glauser    | Francia         | 73      | 203   | 36 % | 9                |
| 6    | Katrine Lunde    | Noruega         | 37      | 104   | 36 % | 6                |
| 6    | Silje Solberg    | Noruega         | 63      | 174   | 36 % | 9                |
| 10   | Althea Reinhardt | Dinamarca       | 26      | 75    | 35 % | 5                |
| 10   | Yara ten Holte   | Países Bajos    | 68      | 196   | 35 % | 8                |

Fuente: 

### Equipo ideal
- Mejor jugadora del campeonato —MVP—: Anna Kristensen ( Dinamarca).

| Posición          | Nombre                | País       |
| ----------------- | --------------------- | ---------- |
| Portera           | Anna Kristensen       | Dinamarca  |
| Extremo derecha   | Viktória Győri-Lukács | Hungría    |
| Extremo izquierda | Emma Friis            | Dinamarca  |
| Pivote            | Tatjana Brnović       | Montenegro |
| Central           | Henny Reistad         | Noruega    |
| Lateral derecha   | Katrin Klujber        | Hungría    |
| Lateral izquierda | Tjaša Stanko          | Eslovenia  |
| Defensora         | Pauletta Foppa        | Francia    |

Fuente: 